# 新生児学

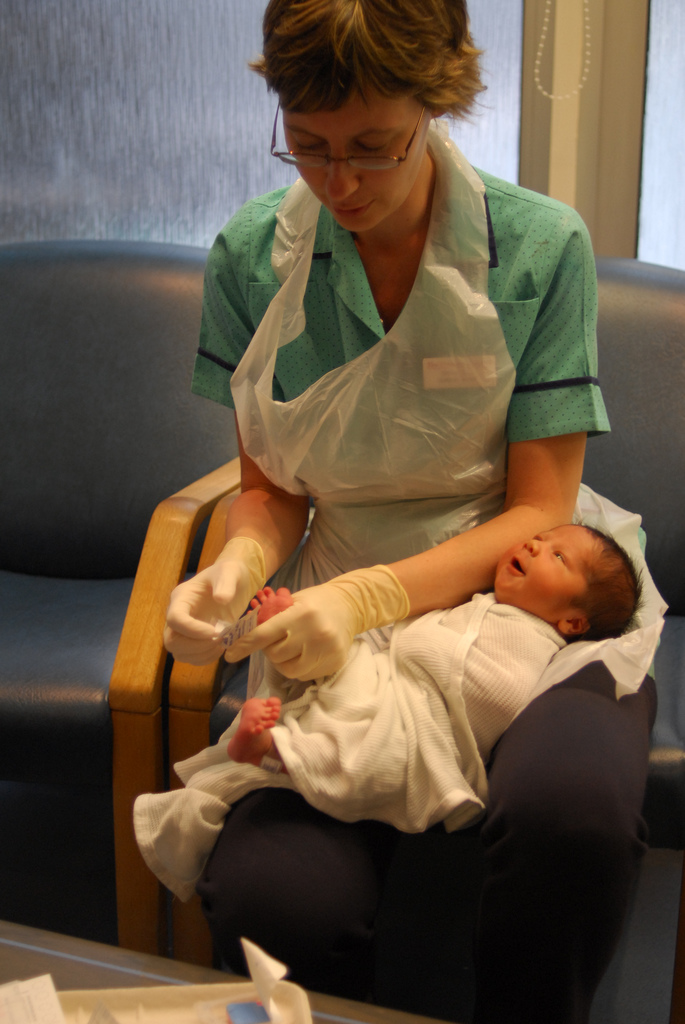
看護を受けている赤ちゃん

新生児学（しんせいじがく、英: neonatal medicine）は、新生児（未熟児を含む）の疾病、および新生児期からの疾病で新生児期を過ぎてからも継続しての医療を必要とする乳幼児の診療を目的とする小児科学の一分野である。

## 概要
新生児特定集中治療室 (NICU:Neonatal intensive care unit) には小児科医が24時間体制で勤務している。NICUでは気管内挿管、心臓マッサージや昇圧剤の使用、血糖値コントロールなどが頻繁に行われ、ICU以上に救急性が非常に高い科である反面、急性期を過ぎた患者が病状は安定しているが在宅レベルまでは改善せず長期にわたりNICUで管理することがある。また長期入院の原因には医療の必要性だけではなく親の受け入れ拒否によることもしばしばあり、ある程度の拠点施設では必ず抱える問題である。
日本の新生児医療は一般的にレベルが高いとされ、早期産児の障害のない生存率は米国に比べ高い。これは医師を始め医療チームの勤勉さが大きいとされる。ある米国の医師が成績の良い日本の新生児医療を見学した際に、数日の予定を一日で切り上げたと言う話がある。理由は「もう見なくて良い、こんなに医師が働き続け、診療し続けていれば成績が良いのは当たり前」と暗に米国の医師の姿勢では無理とのコメントを残したエピソードがある。

## 歴史
日本での新生児医療は1956年の神戸パルモア病院にて当時京都府立医大の小児科医三宅廉により始められた。
日本における新生児医療はスタートしてからまだ間もなく、医療・医学として現時点でも試行錯誤の状況である。多くの技術は小児科学と集中治療医学から引き継ぎ行われているが、RDS患者に対する肺胞サーファクタント投与や一部の人工呼吸器技術などオリジナルの医療技術も発明された。

## 医療の抱える問題
医療分野としても進展は目覚ましく、その進展の象徴としてどれだけの低出生体重、早期産児で障害の少ない生存が可能であるかが話題とされる。現在では在胎22週、出生体重400グラム以下の患者でも軽度の障害程度の存命が可能となっている。一方、いずれ人工中絶可能な20週の新生児まで生存可能となる時期が来る可能性があること、これまで流産として諦めていた患児のより早期産の児の救命を追求すれば強い障害のある状況での長期生存を社会のバックアップが少ない状況で増やしてしまうという矛盾を常に孕んでいる。また日本の法律では早期産児はそのまま誕生日で修学することになり早期産児が満期産で生まれた時期を仮定すると一年早く学校に早く行かなくてはならなくなり修学に支障を来す状況が問題視されている。
医療問題を鋭く提示する漫画「ブラックジャックによろしく」でも触れられた強い障害のある患者を助けるべきか諦めるべきかは常に大きな問題となっている。この作品では障害がダウン症であるが、実際にはこれより遙かに重い障害の患者が存在し、全く動かず意思疎通の出来ない疾患も多数存在する。これらの患者の治療方針を行政指導の判断基準の無いまま医療現場に究極の選択を迫る場面は多い。親が治療を望めば医師は強い治療をする選択肢を容易に選べるが、親に治療を拒絶される障害児が多数いるのも事実であり、積極的安楽死や全く治療をしないと選択肢を選んだ施設も嘗ては多く見られた。現在ではある程度の治療を与えてその中での死を見届けると言うのが一般的なコンセンサスである。しかしどの程度の治療をどの程度の障害児に行うかは全く医師や施設ごとの判断である。新生児の安楽死問題は問題が微妙すぎるのか、実態をマスコミにも殆ど触れられず、国家の指針の無いまま現場の医師が常に安楽死問題を念頭に置きながら後に自身が逮捕されるリスクを負いつつ判断している。早期の行政指導が求められる。

## 新生児の診察
出生直後は直ちに暖かいタオルで羊水で濡れた身体を拭き、保温に努める。可能ならば第1呼吸開始前に鼻、口の順に吸引を行い。臍帯動脈拍動が停止する生後1分前後に臍帯を結紮する。娩出直後の児の状態をあらわす指標にアプガー指数というものがあり、生後1分、5分、および10分の値を記載する。
| 覚え方      | 採点項目                 | 0点                      | 1点                                | 2点                              |
| ----------- | ------------------------ | ------------------------ | ---------------------------------- | -------------------------------- |
| Appearance  | 皮膚の色                 | 全身チアノーゼまたは蒼白 | 体幹は淡紅色、四肢はチアノーゼ     | 全身淡紅色                       |
| Pulse       | 心拍数                   | なし                     | 100bpm未満                         | 100bpm以上                       |
| Grimace     | 反射興奮性（足をはじく） | なし                     | 顔をしかめる                       | 泣く                             |
| Activity    | 筋緊張                   | ぐんにゃり               | 四肢をいくらか曲げている           | 四肢が十分に屈曲、または自発運動 |
| Respiration | 呼吸努力                 | なし                     | 泣き声が弱い、呼吸が不規則で不十分 | 強い泣き声で呼吸が強い           |

5分後の点数の方が胎児の神経学的な予後を反映するといわれている。0～3点では重症仮死、4～7点は軽症仮死、8～10点は正常である。元気な新生児は出生直後から啼泣し、肌は赤みがかっている。陣痛発来前の子宮内環境が思わしくなかった児や、分娩中の低酸素状態により大きなストレスがかかった児は産声を上げず、肌は血の気がなく青白いことがある。状態によっては直ちに蘇生処置が必要となるということである。呼吸状態に関してはsilvermanスコアを用いた評価も行う。silvermanスコアは
| 点数                 | 0点                    | 1点                          | 2点                                    |
| -------------------- | ---------------------- | ---------------------------- | -------------------------------------- |
| 胸と腹の運動         | 胸と腹が同時に上下する | 吸気時に上胸部の上昇が遅れる | 腹が上がると胸が下がる（シーソー呼吸） |
| 肋間腔の陥没         | 陥没なし               | 軽度に陥没                   | 著明に陥没                             |
| 剣状突起部の陥没     | 陥没なし               | 軽度に陥没                   | 著明に陥没                             |
| 鼻翼呼吸（鼻孔拡大） | 拡大なし               | 軽度に拡大                   | 著明に拡大                             |
| 呼気性呻吟           | うめき声なし           | 聴診器で聞こえる             | 耳で聞こえる                           |

2点以上で呼吸窮迫があると判定する。アプガー指数と逆で大きいほど重症である。続いて、結膜炎防止のためcred点眼や抗菌薬の点眼を行い、身体測定を行う。児の体温、心数、呼吸数が安定したら沐浴をさせる。沐浴は異常徴候や低出生体重児では禁忌となる。それらが済んだらカンガルーケアとして早期の母子接触を促していく。出生体重2000g以下であったり、異常徴候の見られる児は新生児特定集中治療室（NICU）の適応となる。逆にハイリスク児であっても異常がみられなければ正常新生児室で十分である。初回排尿、排便は通常24時間以内におこる。排便がみられなければ鎖肛の可能性がある。鎖肛は直腸温を測定するときに気がつくこともある。栄養は初回は5%ブドウ糖を与え、嘔吐、腹部膨満、無呼吸がなければ母乳を開始する。初回成熟児ならば1回に10mlを1日8回の投与を行う。一日授乳量は生後7日で100ml/Kg/day、生後14日で150ml/Kg/day位が望ましい。その他確認すべき項目では黄疸や先天性股関節脱臼、腹部腫瘤などである。生後1日、および退院前にビタミンＫの投与を行い、退院前で抗菌薬を投与していない時にガスリー法を試行する。以下に新生児の一般的な診察項目と一般的な値を記す。
身長は約50cm,体重は3000～3200gである。体重は4日間は300g/day程度の生理的体重減少が認められるものの、生後10日で出生時の値前後に戻る。その後は30g/dayの割合で3か月まで上昇を続ける。胸囲は32cm,頭囲は33cmである。12ヶ月後に胸囲45cm,腹囲45cmとなりその後頭囲は胸囲を下回るようになる。大泉門は2×2cm程で1歳半ほどで閉鎖する。血圧は80/45mmHgほどで呼吸数は40～50回/min程度、脈拍数は140～150bpm程度である。肝臓は2～3cm触れることが多い。手掌把握反射、吸引反射、モロ反射、足底握り反射、バビンスキー反射が認められる。手掌把握反射、吸引反射、モロ反射は手が器用になる頃、即ち4か月頃に消失する。足底握り反射は立つ頃、即ち10か月頃に消失する。
ハイリスク新生児
出生体重が2500g未満の児を低出生体重児という。低出生体重児のうち1500g未満のものを極低出生体重児、1000g未満の場合は超低出生体重児という。超低出生体重児であってもNICUなどで適切な管理を行えば、生存率は80%以上であり、重篤な後遺症である脳性麻痺などの発生率は10%程度である。在胎日数と出生体重の関係から次のような言葉もある。出生体重が在胎日数に相当する場合をAFD児という。在胎日数に対して小さい場合、体重と身長、頭囲ともに小さい場合をSFD児、体重のみが小さい場合はLFD児という。SFD児、LFD児は体質的に小さい場合とIUGRによるものの場合がある。IUGRでSFDの場合（対称性SFD）は染色体異常、奇形、TORCH感染症の可能性があり予後は極めて悪い。IUGRでLFD児の場合は新生児期に合併症はおこるが適切に管理を行えば予後は悪くないとされている。逆に体重4000g以上の時を巨大児といい、在胎日数に対して体重が大きい場合をHFD児という。母体糖尿病などでおこる。経腟分娩困難となることはある。なお母体糖尿病で血管障害を伴うとSFD児は発生しやすい。

## 新生児学の分野
新生児学で扱う疾病・障害は、大きく分けて以下のような分野に分けられる。
- 児の未熟性に伴うもの…早産児・低出生体重児、新生児呼吸窮迫症候群など
- 胎外生活への適応不全によるもの…新生児特発性嘔吐、新生児一過性多呼吸など
- 感染症…先天性風疹症候群、先天性梅毒、新生児ヘルペス、B群レンサ球菌感染症など
- 先天性疾患…先天性心疾患、奇形、染色体異常など
- 周産期のトラブルに基づくもの…新生児仮死、胎便吸引症候群、子宮内発育制限児など

## 新生児学が扱う疾病（障害）一覧

### 児の未熟性に伴うもの
- 早産児
- 低出生体重児
- 新生児呼吸窮迫症候群
- 未熟児網膜症
- 脳室周囲白質軟化症
- 一過性副腎不全

### 胎外生活への適応不全によるもの
- 新生児特発性嘔吐
- 新生児一過性多呼吸
- 新生児低血糖
- 電解質代謝異常

### 感染症
- 先天性風疹症候群
- 先天性梅毒
- 先天性トキソプラズマ症
- B群レンサ球菌感染症
- 新生児ヘルペス
- 新生児毒素性ショック症候群様発疹症…黄色ブドウ球菌参照。
- 肺炎・敗血症・髄膜炎などもみられる。

### 先天性疾患
- 先天性心疾患
- 遺伝子疾患
- 染色体異常
- 先天性甲状腺機能低下症（クレチン症）
- 先天性副腎皮質過形成
- 先天性代謝異常症
- 奇形…合多指症や四肢の奇形、口唇裂・口蓋裂（新生児期には手術を行わず、哺乳のサポートが重要）などの外表奇形のほか、鎖肛、先天性食道閉鎖症、先天性腸閉鎖、腸回転異常、先天性横隔膜ヘルニアなど内臓奇形が問題になることは決してまれはない

### 周産期のトラブルによるもの
- 新生児仮死
- 子宮内発育制限児
- ABO型不適合による溶血性黄疸
- 分娩外傷
- 胎便吸引症候群
- 新生児遷延性肺高血圧症